# 小洋山岛

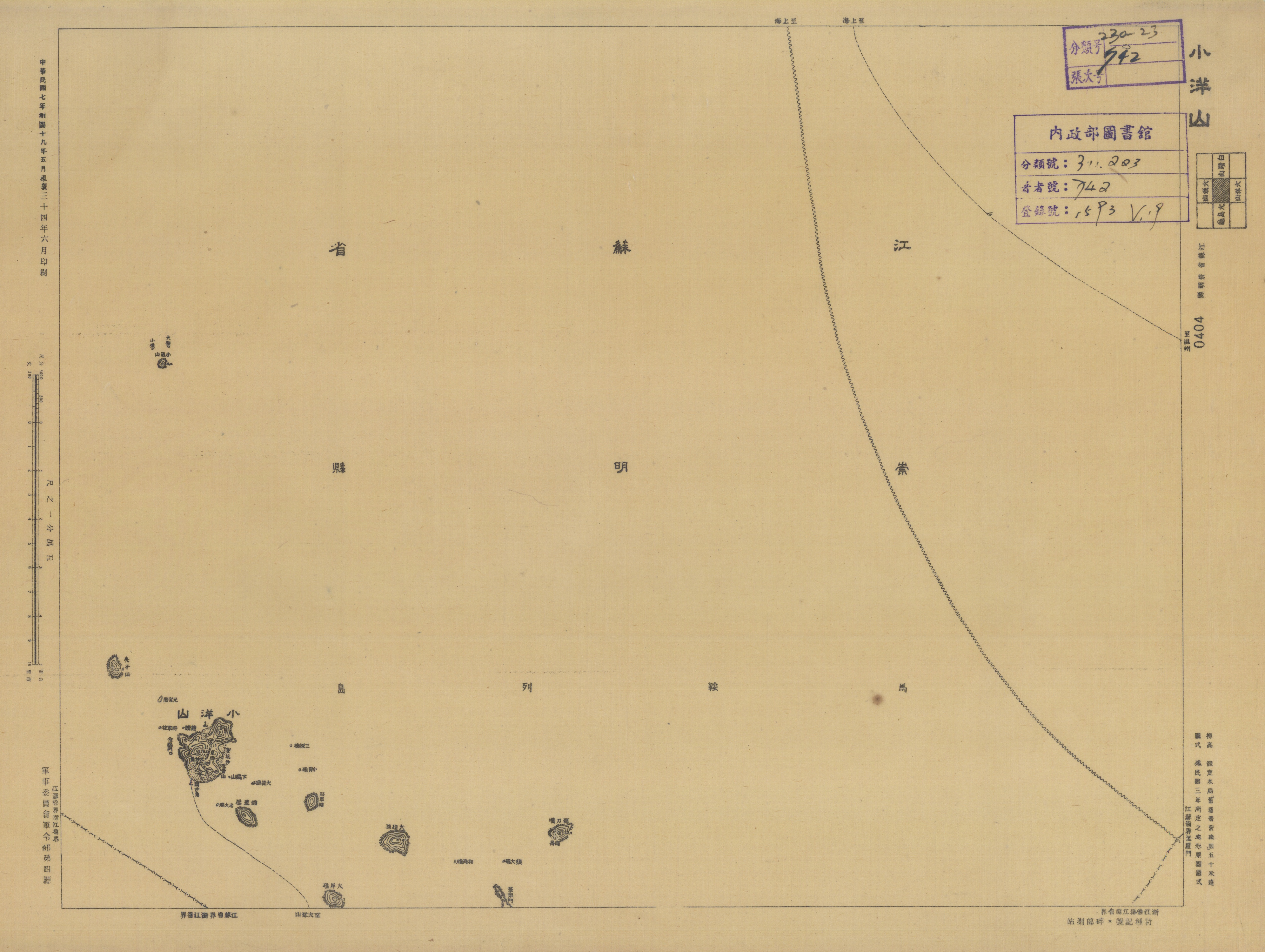
尚未開發為洋山港的小洋山

小洋山是中華人民共和國浙江省舟山群岛和嵊泗县内的一个岛屿，位于舟山群岛西北部以及嵊泗县县城菜园镇西南39公里。通过东海大桥与上海市浦东新区相接。

## 概况
唐代即有关于该岛的记载，为舟山群岛较早有人居住的岛屿之一。时岛上建有供奉隋炀帝的庙，是舟山合境早期重要庙宇。
清代江浙分洋时，小洋山划归江苏省，而其隔壁大洋山则仍属浙江省定海县。
洋山建港以前，小洋山为一悬水岛，面积仅1.76平方公里，少平地多秃岩。1934年建立小洋乡。岛上有民众约3000多人，祖籍多为宁波、温州及下属各县。

## 洋山开港后合围连片的原来各岛
洋山开港后，通过促淤围陆与周围小岛连接，小洋山的面积成倍扩增，目前已经超过14平方公里，且随着洋山港的建设，还在不断增长。原来是孤岛，目前已经连成一体成为小洋山的一部分的岛屿有（自西向东排列）：
- 蒋公柱岛
- 镬盖档
- 大岩礁
- 小岩礁
- 西门堂
- 大指头
- 沈家湾
- 薄刀嘴[1]

未来还将成为小洋山一部分的有：
- 箫箕岛
- 虎啸蛇等。

2022年6月15日，上海市人民政府与浙江省人民政府签署进一步深化小洋山区域合作开发框架协议。

## 原居民安置
洋山开港后，原小洋山居民被全部动迁，上海市承担此项工作。这些居民一部分选择定居到原南汇区，另一部分则统一居住在大洋山上新建的云鹭苑居住区。根据上海市的政策，小洋山动迁居民可以全部拥有上海市户口，料当地居民可能全部或大部将户籍由浙江省移往上海市。